# Эндекатомиды
Эндекатомиды (лат. Endecatomidae) — семейство насекомых из отряда жесткокрылых, содержащее один род Endecatomus,

## Описание
Жуки коричневого цвета. Питаются грибами рода Polyporus, растущими на мёртвой древесине берёзы.

## Виды
В мировой фане известны четыре вида.
- Endecatomus dorsalis Mellié, 1848 — Восточная Азия
- Endecatomus lanatus (Lesne, 1934) — Россия
- Endecatomus reticulatus (Herbst, 1793) — Центральная Европа
- Endecatomus rugosus (Randall, 1838) — Северная Америка